# Tony Woods
Stanley Anthony Woods (Newark, 11 ottobre 1965) è un ex giocatore di football americano statunitense che ha giocato nel ruolo di linebacker nella National Football League (NFL). Fu scelto nel corso del primo giro (18º assoluto) del Draft NFL 1987 dai Seattle Seahawks. Al college giocò a football all'Università di Pittsburgh.

## Carriera professionistica
Woods fu scelto dai Seattle Seahawks nel corso del primo giro del Draft 1987. Nella sua stagione da rookie disputò 12 partite. Rimase a Seattle fino al 1992 disputando 74 partite con 16 sack. In seguito disputò una sola stagione coi Los Angeles Rams apparendo in 12 partite, 8 delle quali come titolare, con un sack. Le ultime 3 stagioni della carriera le passò ai Redskins disputando 44 partite con 7,5 sack.